# Loi de Dolbear

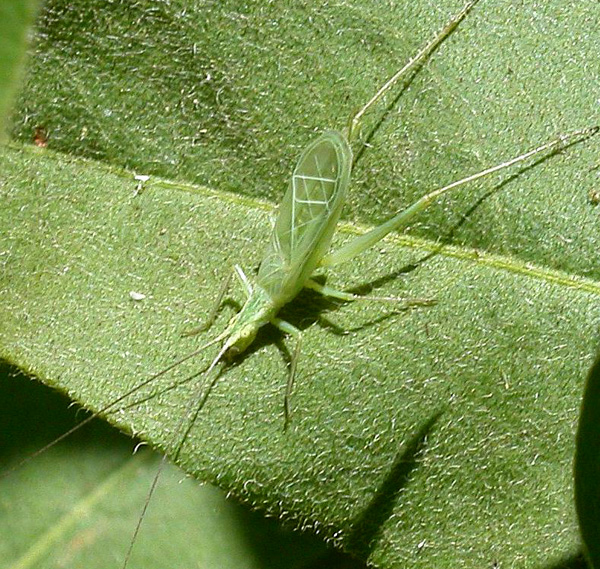
Le grillon Oecanthus fultoni.

La loi de Dolbear établit une relation entre la température ambiante et la fréquence à laquelle le grillon Oecanthus fultoni stridule. Elle a été formulée par Amos Dolbear en 1897 dans un article intitulé The Cricket as a Thermometer, le physicien ayant étudié en été des « grillons thermomètres » dans le Nebraska.
La stridulation des plus répandus grillons champêtres n'est pas aussi précisément reliée à la température — leur fréquence de stridulation dépend d'autres facteurs comme l'âge ou la réussite reproductive. Dans la plupart des cas cependant, la formule de Dolbear est une assez bonne approximation pour ces grillons aussi, ce qui leur vaut le surnom de « poor man's thermometer » (« thermomètre du pauvre »).
Dans son article, Dolbear ne précise pas quel criquet il a étudié mais un consensus scientifique se dégage pour considérer qu'il s'agit d'Oecanthus fultoni. Cependant, même chez cette espèce, la fréquence de stridulation dépend de la force des vents, des conditions physiologiques et il existe une variabilité intraspécifique, si bien que sa formule ne reste qu'une grossière approximation.

## Formules
Dolbear a énoncé la formule suivante permettant d'estimer la température TF en degrés Fahrenheit à partir du nombre de stridulation par minute N (pour des températures comprises entre 45 et 185 °F, soit entre 7 et 85 °C) :
{\displaystyle T_{F}=50+\left({\frac {N-40}{4}}\right)}.
Le calcul peut être raccourci en simplifiant la formule afin de ne compter les stridulations que pendant 15 secondes ({\displaystyle N'}) :
{\displaystyle T_{F}=40+N'} (ou {\displaystyle T_{F}=37+N'}, cette formule s'appliquant au craquètement du grillon champêtre).
Pour obtenir la température en degrés Celsius (TC), il faut utiliser la formule suivante :
{\displaystyle T_{C}=10+\left({\frac {N-40}{7{,}2}}\right)} où {\displaystyle T_{C}=(T_{F}-32)\times \left({\frac {5}{9}}\right)}.
Une méthode plus simple pour le calcul en degrés Celsius est de ne compter les stridulations que pendant 8 secondes ({\displaystyle N''}) et d'ajouter 5 (ce qui est assez précis pour une température entre 5 et 30 °C) :
{\displaystyle T_{C}=5+N''}.
Les formules ci-dessus sont exprimées avec des entiers pour les rendre plus mémorisables — elles n'ont pas pour but d'être exactes.
Une formule similaire s'applique pour les sauterelles :
{\displaystyle T_{F}=60+\left({\frac {N-40}{4}}\right)}

## La loi de Dolbear dans la culture populaire
La formule est citée par Jim Parsons (alias Sheldon Cooper) dans le deuxième épisode de la troisième saison du sitcom américain The Big Bang Theory.